# Gengældelsens Veje
Gengældensens Veje (eng. The Angelic Avengers) er en introspektiv kriminalroman af Pierre Andrézel (pseudonym for Karen Blixen), udgivet den 2. september 1944 under den tyske besættelse af Danmark (udgivet i England i marts 1946, og i januar 1947 i USA).
Karen Blixen, der har betegnet Gengældelsens Veje som sit forfatterskabs illegitime barn, vedkendte sig først romanen i et interview i Rom i 1956.

## Politisk sammenhæng
De rædsler, som de to unge og uskyldshvide engelske heltinder oplever i Gengældelsens Veje, ses som en politisk allegori på nazismen og den tyske besættelsesmagt.

## Fodnoter
1. ↑  Under samme pseudonym som i Danmark.
2. ↑  Brundbjerg, Else: Samtaler med Karen Blixen, København 2000, p. 116.